# Brigitte Wenzel-Perillo
Brigitte Wenzel-Perillo (ur. 24 lutego 1949 w Bösdorf) – niemiecka polityk, lekarz weterynarii, posłanka do Parlamentu Europejskiego V kadencji.

## Życiorys
Kształciła się w szkołach rolniczych, studiowała weterynarię na Uniwersytecie w Lipsku. Przez kilka lat pracowała powiatowych instytutach weterynaryjnych. W 1980 wraz z rodziną wyemigrowała do Włoch, powróciła do Niemiec w 1991. Wstąpiła wówczas do Unii Chrześcijańsko-Demokratycznej, była przez kilka lat asystentką posłanki do landtagu.
W 1999 z ramienia CDU kandydowała do Parlamentu Europejskiego. Mandat eurodeputowanej objęła w tym samym roku w miejsce Stanislawa Tillicha. Była m.in. członkinią grupy chadeckiej oraz Komisji Budżetowej. W PE zasiadała do 2004.
Zajęła się działalnością w ramach towarzystwa niemiecko-włoskiego w Lipsku i Unii Paneuropejskiej w Saksonii (jako jej wiceprzewodnicząca). Kandydowała także w eurowyborach w 2009.